# Слънчева мъглявина
Слънчевата мъглявина е газова мъглявина или акреционен диск, за който се смята, че е образувал Слънчевата система преди около 4,6 милиарда години. Хипотезата за това е представена за първи път през 1755 г. от Имануел Кант. Той твърди, че мъглявините се въртят бавно и постепенно се кондензират и свиват, образувайки звезди и планети. Подобен модел е представен през 1796 г. от Пиер-Симон Лаплас.
|  | Тази страница частично или изцяло представлява превод на страницата Slnečná hmlovina в Уикипедия на словашки. Оригиналният текст, както и този превод, са защитени от Лиценза „Криейтив Комънс – Признание – Споделяне на споделеното“, а за съдържание, създадено преди юни 2009 година – от Лиценза за свободна документация на ГНУ. Прегледайте историята на редакциите на оригиналната страница, както и на преводната страница, за да видите списъка на съавторите. ВАЖНО: Този шаблон се отнася единствено до авторските права върху съдържанието на статията. Добавянето му не отменя изискването да се посочват конкретни източници на твърденията, които да бъдат благонадеждни. |